# The Wedding of River Song
"The Wedding of River Song"  (intitulado "O Casamento de River Song" no Brasil) é o décimo terceiro e último episódio da sexta temporada da série de ficção científica britânica Doctor Who, transmitido originalmente através da BBC One em 1 de outubro de 2011. Foi escrito por Steven Moffat e dirigido por Jeremy Webb.
No episódio, a arqueóloga River Song (Alex Kingston) é programada pela ordem religiosa conhecida como o Silêncio para matar o alienígena viajante do tempo conhecido como o Doutor (Matt Smith) para evitar que "a primeira pergunta" seja feita em um planeta chamado Trenzalore no futuro dele. Ela se recusa a fazê-lo e acabam em uma linha do tempo alternativa onde todo o tempo está correndo simultaneamente e começando a se desintegrar. O Doutor tenta restaurar o universo com a ajuda de River e das versões alternativas de seus acompanhantes, Amy Pond (Karen Gillan) e Rory Williams (Arthur Darvill).
"The Wedding of River Song" conclui o arco de história da temporada e revela o que realmente aconteceu no primeiro episódio dela, "The Impossible Astronaut". O episódio apresenta muitos personagens de regresso e também presta homenagem ao Brigadeiro Lethbridge-Stewart, um personagem da série clássica, após a morte do ator Nicholas Courtney. Como um dos últimos episódios a ser filmado para a temporada, teve sua produção finalizada em abril de 2011 e foi assistido por 7,67 milhões de espectadores no Reino Unido. Enquanto os elementos visuais foram elogiados, os personagens e a resolução do episódio tiveram uma recepção mista.

## Enredo

### Prévia
Um prelúdio para o episódio foi lançado online em 24 de setembro de 2011 após a exibição de "Closing Time". Ele mostra a Área 52 com o relógio parado às 17h02, onde os líderes da ordem religiosa do Silêncio são mantidos em êxtase e River Song está usando um tapa-olho da mesma forma que Madame Kovarian.

### Sinopse
O Doutor, ciente de sua morte iminente e de seu tempo e lugar, tenta aprender sobre a ordem religiosa chamada Silêncio para saber por que deve morrer. Ele encontra o robô metamorfo da Teselecta e sua tripulação miniaturizada se passando por um dos membros do Silêncio, que lhe oferecem qualquer ajuda dentro de seu alcance. Por meio deles, o Doutor é levado a Gantok, outro membro da ordem, que o leva até a cabeça viva de Dorium Maldovar dentro de uma catacumba. Dorium revela que o Silêncio está dedicado a evitar o futuro do Doutor, avisando-o de que o "silêncio deve cair quando a primeira pergunta for feita" no planeta Trenzalore. Para evitar cruzar seu próprio fluxo de tempo, o Doutor dá à tripulação da Teselecta quatro convites para o Lago Silencio em 2011 para Amy, Rory, River, Canton Everett Delaware III e uma versão mais jovem de si mesmo.
Ele então vai para aquele local para ser morto por uma versão mais jovem de River, que está sendo forçada a matá-lo dentro de um traje espacial automatizado inventado pelo Silêncio. No entanto, ela o surpreende ao drenar os sistemas de armas da roupa e evita sua morte. O tempo fica "preso" como resultado e começa a se desintegrar; toda a história da Terra começa a acontecer simultaneamente em um momento fixo. Nesta Terra "travada", Amy leva o Doutor para a Área 52, uma base em uma pirâmide onde os Silêncio estão contidos em celas cheias de água e Madame Kovarian é mantida refém. River também está lá; ciente das consequências de suas ações, ela se recusa a permitir que o Doutor a toque, um evento que levaria o tempo a voltar ao normal e que ainda culminaria na morte dele. Despertados pela presença do Doutor, os Silêncio escapam e atacam as tropas de defesa da pirâmide. Em sua fuga, Amy permite que Kovarian morra como vingança pelo sequestro e lavagem cerebral de sua filha Melody (que é a própria River).
O Doutor e River escapam para o topo da pirâmide e se casam ali depois dele sussurrar algo em seu ouvido e pedir que olhe eu seus olhos. Ele então pede que River o permita impedir a destruição do universo e se beijam, conforme a realidade começa a voltar ao normal. Algum tempo depois, Amy e Rory são visitados por ela, que revela que na verdade o Doutor pediu a tripulação da Teselecta para se disfarçar como ele no Lago Silêncio, enquanto estava miniaturizado dentro do robô. Em outro lugar, o Doutor leva a cabeça de Dorium de volta para onde estava armazenada e explica que sua morte aparente permitirá que ele seja esquecido, pois ele estava ficando "grande demais". Enquanto vai embora, Dorium avisa sobre as profecias que ainda o aguardam e diz que a "primeira pergunta" que é "Doutor quem?".

### Continuidade
O Doutor menciona a possibilidade de visitar Rose Tyler e Jack Harkness. Ele também diz que a Rainha Elizabeth I ainda está esperando para fugir com ele, como sugerido em "The End of Time"; isso explica por que ela estava tão brava em "The Shakespeare Code".  O escritório de Amy contém um modelo da TARDIS que ela fez quando criança (visto em "The Eleventh Hour"), junto com desenhos de vários monstros e cenas de suas aventuras com o Doutor. River afirma que ela usou seu batom alucinógeno no Presidente Kennedy, que é um item introduzido em "The Time of Angels".
Um dos Silêncio chama Rory de "o homem que morre e morre novamente", uma referência às muitas vezes em que o personagem aparentemente morre. O enredo principal do episódio gira em torno dos danos causados por River quando ela tenta reescrever um ponto fixo no tempo. O conceito de "pontos fixos" na história que não podem ser alterados, mesmo pelo Doutor ou seus companheiros, foi introduzido em The Aztecs (1964) e nomeado e explorado na série moderna com episódios como "The Fires of Pompeii" e "The Waters of Mars". Quando River encontra Amy para tomar vinho, ela está usando um uniforme militar e diz que "acabou de sair da Byzantium" e que a viu lá. Isso se refere aos eventos em "The Time of Angels" e "Flesh and Stone", enquanto a "queda da Byzantium" foi mencionada pela primeira vez em "Silence in the Library".

## Produção

### Roteiro

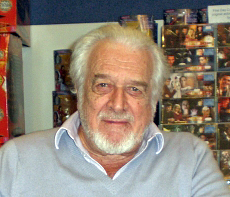
O episódio presta homenagem ao personagem de Nicholas Courtney, o Brigadeiro Lethbridge-Stewart, após a morte do ator em fevereiro de 2011.

"The Wedding of River Song" conclui o arco de história da aparente morte do Doutor, que começou na abertura da sexta temporada, "The Impossible Astronaut", e resolve mais partes da linha do tempo de River Song. Apesar disso, deixa ambíguo se os dois etsão legitimamente casados. O showrunner e roteirista do episódio Steven Moffat descreveu-o como "uma grande montanha-russa da loucura de Doctor Who". Uma das "ideias malucas" que ele incluiu no episódio, "Xadrez Ao Vivo", surgiu porque o escritor queria transformar o xadrez — chamado por ele de "um dos jogos mais chatos do mundo" — em um esporte perigoso com plateia. Originalmente, o roteiro não incluía a breve cena com um Dalek; Moffat pretendia dar descanso ao adversário mais famoso do Doutor na sexta temporada. O confronto de Amy com Madame Kovarian, uma cena que mostra como ela poderia ter sido se não tivesse conhecido o Doutor, também foi adicionada ao roteiro mais tarde.
Após a morte do ator Nicholas Courtney, o Doutor descobre no episódio que o personagem dele, o Brigadeiro Lethbridge-Stewart, morreu pacificamente em uma casa de repouso. Moffat disse sobre a referência: "Em uma história sobre o Doutor indo para a morte, parecia certo e apropriado reconhecer uma das maiores perdas que Doctor Who sofreu". Ele confirmou que os drives oculares semelhantes a tapa-olhos vistos no episódio também eram uma homenagem a Courtney, que usou um tapa-olho ao interpretar uma versão alternativa do Brigadeiro em Inferno (1970). Vários personagens reaparecem no episódio, incluindo Charles Dickens (Simon Callow) de "The Unquiet Dead", Winston Churchill (Ian McNeice) de "Victory of the Daleks", o médico siluriano Malohkeh (Richard Hope) de "The Hungry Earth"/"Cold Blood", a Teselecta e o Capitão Carter (Richard Dillane) de "Let's Kill Hitler", e os Monges Decapitados e Dorium (Simon Fisher-Becker) de "A Good Man Goes to War". McNeice achava que havia espaço para seu personagem retornar, já que "Victory of the Daleks" tinha sugerido que Churchill e o Doutor se conheciam bem.

### Filmagens e efeitos
O episódio foi um dos últimos filmados para a temporada, que terminaram em 29 de abril de 2011. No entanto, uma cena de "Let's Kill Hitler" foi adiada e gravada em 11 de julho, tornando-se oficialmente o último dia das filmagens. A apresentadora de televisão americana Meredith Vieira gravou seu relato do retorno de Churchill ao Senado de Buckingham em frente a uma tela verde enquanto filmava um segmento no quadro "Anchors Abroad" do The Today Show em maio de 2011.
Mark Gatiss, que interpretou Gantok, foi creditado no episódio sob o pseudônimo de "Rondo Haxton", uma homenagem ao ator americano de terror Rondo Hatton, em quem a aparência do personagem foi baseada; ele usou próteses para interpretar o papel. Gatiss, que já havia escrito para Doctor Who, também interpretou o Professor Richard Lazarus em "The Lazarus Experiment" (2007) e forneceu a voz de Danny Boy em  "Victory of the Daleks".
O elenco achou estranho trabalhar com os tapa-olhos, pois eles tiveram que atuar com apenas um olho; Alex Kingston comentou que isso a deixou "um pouco tonta". A atriz Karen Gillan foi autorizada a disparar uma metralhadora feita especialmente para filmes. O Senado de Buckingham de Churchill foi filmado no prédio do Conselho Municipal de Cardiff. O roteiro pedia um túnel no estilo Indiana Jones para a câmara dos Monges Decapitados, mas como esse tipo de local não estava disponível na cidade, um cenário foi construído. Os crânios foram feitos à mão e exigiram muita preparação, então foi uma das primeiras coisas feitas para a produção do episódio.

## Transmissão e recepção
"The Wedding of River Song" foi transmitido pela primeira vez no Reino Unido na BBC One em 1 de outubro de 2011 e na mesma data nos Estados Unidos pela BBC America. Os números preliminares da audiência foram de 6,1 milhões de espectadores, o terceiro programa mais assistido da noite e uma melhoria em relação às semanas anteriores de Doctor Who, bem como ao final da temporada anterior. Quando a audiência final consolidada foi calculada, foi relatado que o episódio foi assistido por um total de 7,67 milhões de espectadores, o sétimo maior para da BBC One e o segundo programa mais assistido em 1 de outubro. Recebeu um Índice de Apreciação do público de 86, colocando-o na categoria "excelente". No entanto, foi o final com menor classificação desde o retorno de Doctor Who em 2005, com os outros pontuando entre 88 a 91.

### Recepção critica
O episódio recebeu críticas positivas dos revisores, com algumas ressalvas sobre a resolução e as interações dos personagens. Dan Martin, do The Guardian, fez uma crítica positiva, pensando que ele "leva a maior história dos 50 anos da série adiante e efetivamente a reinicia". Ele elogiou particularmente por sua simplicidade, bem como pelos efeitos visuais de toda a história acontecendo ao mesmo tempo. Rachel Tarley, escrevendo para o Metro, elogiou a "corrida cativante" contra o tempo, observando que o roteiro era "conciso e espirituoso, mas o episódio também teve momentos sombrios e emocionais quando necessário". Keith Phipps do The A.V. Club atribuiu-o com uma nota "A", chamando-o de "muito próximo de um final de temporada perfeito" para aqueles que não queriam todas as respostas. Morgan Jeffery, do Digital Spy, escreveu: "Como parte do entretenimento de sábado à noite, funciona; repleto de ótimas atuações, visuais impressionantes e diálogos claros. E como uma resolução para o arco de história da temporada, é principalmente satisfatório, embora ele levante tantas perguntas quanto dá respostas."
Dave Golder da SFX Magazine deu ao episódio quatro e meia de cinco estrelas, explicando que estava em conflito se deveria classificá-lo com cinco ou quatro estrelas e chamando-o de "cerca de nove décimos de um ótimo, ótimo episódio". Ele se referiu aos muitos conceitos do episódio como uma "confecção suntuosa feita principalmente com os melhores ingredientes" e achou a resolução da Teselecta uma "reviravolta legal" no início, mas significou que "o episódio inteiro era apenas uma versão elaborada da linha do tempo alternativa do clássico Star Trek: Voyager, completo com botão de reset". Matt Risley da IGN classificou "The Wedding of River Song" com 8,5 de 10, escrevendo que "conseguiu unir os fios da trama e os arcos dos personagens sem muita previsibilidade Deus Ex Maguffiny e com uma série de espetáculos de ficção científica de marca registrada". Embora ele achasse que o casamento "pareceu um pouco apressado para deixar qualquer resquício emocional persistente", elogiou outros momentos emocionais no episódio e disse que o fato de todos pensarem que o Doutor estava morto ajudaria a série a explorar um novo ângulo.
Gavin Fuller do The Daily Telegraph chamou-o de um "final desigual"; ele elogiou-o por ser "visualmente inteligente" e gostou da forma como o Silêncio foi tratado, mas achou que a solução da Teselecta foi "um pouco covarde". Neela Debnath do The Independent ficou descontente com o episódio, chamando-o de um "quebra-cabeças" que "se recusou a amarrar as pontas soltas ordenadamente", e que como um final foi "decepcionante em termos de drama e esmagador em termos de informação". No entanto, ela elogiou o fato de que Moffat parecia estar espalhando histórias por várias temporadas, acreditando que "fortalecia o show". Por outro lado, Alan Sepinwall do HitFix achou que as resoluções do casamento em diante foram "excelentes", mas acreditava que poderia ter sido feito sem outro universo alternativo, pois era semelhante ao final anterior, "The Big Bang". Maureen Ryan do TV Squad criticou o episódio por ter muitos "sinos e assobios" que minaram os momentos emocionais, especialmente o casamento, que ela não acreditava que mostrasse que o Doutor estava realmente apaixonado por River. No entanto, ela gostou dos "retornos" de episódios anteriores, como Churchill e o relacionamento de Amy e Rory. Charlie Jane Anders do io9 achou que foi melhor do "The Big Bang", pois havia mais respostas, diversão e uma resolução satisfatória. No entanto, ela criticou a razão pela qual River teve que matar o Doutor, bem como seu relacionamento, e acreditava que Amy matando Madame Kovarian "não era um substituto" para Amy lidando com o que Kovarian havia feito com seu filha.